# Sensibilitat d'un mètode analític
En química analítica, la sensibilitat és la capacitat que té un mètode analític per a diferenciar entre concentracions semblants a les de l'anàlit de la mostra. És la quantitat més petita que es pot mesurar. També es pot definir com la capacitat per a poder detectar (amb anàlisis qualitatives) o determinar (amb anàlisis quantitatives) petites concentracions de l'anàlit de la mostra.
La sensibilitat és limitada pel pendent de la corba de calibratge i per la reproductibilitat o precisió del sistema de mesura.

## Càlcul de la sensibilitat d'un mètode analític quantitatiu
Per a determinar la sensibilitat en anàlisis quantitatives, s'utilitza la fórmula següent:
ϒ = (b)/(sm)
On:
ϒ = sensibilitat.
b = pendent de la corba de calibratge, obtingut des de la regressió lineal.
sm = desviació estàndard de la mostra.

## Límit de detecció i sensibilitat
El concepte de límit de detecció s'usa habitualment en lloc de sensibilitat, ja que la seva definició dona lloc a menys confusió. En molts laboratoris clínics i aplicacions diagnòstiques es parla de sensibilitat analítica indistintament amb límit de detecció. 
El límit de detecció (LD) és la menor concentració o quantitat d'anàlit detectable per un procediment analític donat. Aquesta concentració proporciona un senyal a l'instrument significativament diferent de la mostra del blanc. Es calcula mitjançant la fórmula següent:  
LD = (Ybl + 3* Sbl)/(b)   
On:  
Ybl= mitjana aritmètica del senyal del blanc 
Sbl= desviació estàndard del blanc
b= pendent obtingut des de la regressió lineal de l'anàlit

## Utilitats del concepte sensibilitat

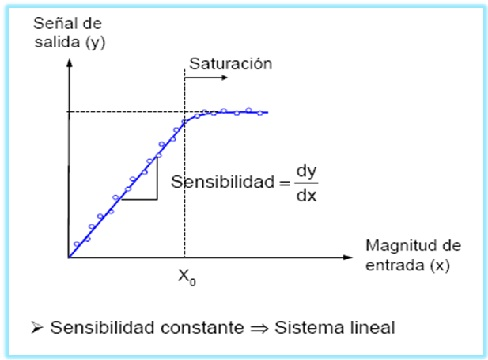
Sensibilitat i corba de calibratge

## Utilitats del concepte sensibilitat[6]

### Sensibilitat i corba de calibratge
La utilitat més freqüent per utilitzar el concepte de sensibilitat és relacionant aquesta amb el pendent de la corba de calibratge. La funció de calibratge relaciona la mitja de les concentracions mesurades amb les concentracions reals (conegudes) de l'anàlit. De manera que, com més pronunciada sigui el pendent de la corba de calibratge, el mètode serà més sensible a petits canvis en la concentració de l'anàlit present a la mostra. Aquesta definició s'allunya molt del concepte de límit de detecció.
A més, inclús si el pendent de la corba de calibratge és pronunciada, la menor concentració que pot detectar-se amb fiabilitat pot ser elevada si existeix gran variabilitat en el senyal mesurat. Per altra banda, un mètode amb moderada sensibilitat analítica que té moderada pendent de la corba de calibratge, però molt baixa variació aleatòria del senyal, pot tenir un límit de detecció baix.
Per a dos mètodes que tenen igual precisió, el que presenti major pendent a la corba de calibratge serà el més sensible.

### Sensibilitat funcional
Una altra utilitat que inclou el terme sensibilitat és la denominada sensibilitat funcional, utilitzada per a descriure la precisió interserial a molt baixes concentracions de l'anàlit, la qual cosa és interessant en certs procediments diagnòstics que requereixen una alta precisió a baixes concentracions.

### Sensibilitat diagnòstica o clínica
Els termes de sensibilitat diagnòstica o clínica s'usen per a caracteritzar o comparar el comportament de les proves diagnòstiques en relació amb una informació clínica específica, com per exemple, la presència o absència de l'anàlit diana relacionat amb la malaltia.  